# ФК Будимпешта ВШК
ФК Будимпешта ВШК (мађ. Budapesti VSC), BVSC, је мађарски фудбалски клуб са седиштем у 8. округу Будимпеште, Јожефварошу. Клуб је основан 1911. године од стране Гезе Кираља под именом Будимпештански Железнички спортски клуб (Vasutas Sport Club). Клуб је расформиран 2001. године, поново покренут 2012.

## Историја
ФК Будимпешта ВШК је током своје дугогодишње историје успела да прође кроз доста невоља, али престанак спонзорисања 2001. године је довео клуб до банкропства и те године је и расформиран. после тога опстала је само млада екипа БВЦК-а (U19), и та екипа се такмичи у Б групи свог нивоа. Навијачи тима себе називају БВСК Ултраши.

## Највећи успеси

### Шампионат Мађарске
- 1 друго место – 1995/96 (највећи успех)[2]

| ФК Будимпешта ВШК - Позиција у првој лиги | ФК Будимпешта ВШК - Позиција у првој лиги | ФК Будимпешта ВШК - Позиција у првој лиги | ФК Будимпешта ВШК - Позиција у првој лиги | ФК Будимпешта ВШК - Позиција у првој лиги | ФК Будимпешта ВШК - Позиција у првој лиги | ФК Будимпешта ВШК - Позиција у првој лиги | ФК Будимпешта ВШК - Позиција у првој лиги | ФК Будимпешта ВШК - Позиција у првој лиги |
| ----------------------------------------- | ----------------------------------------- | ----------------------------------------- | ----------------------------------------- | ----------------------------------------- | ----------------------------------------- | ----------------------------------------- | ----------------------------------------- | ----------------------------------------- |
| Сезона:                                   | 92                                        | 93                                        | 93                                        | 95                                        | 96                                        | 97                                        | 98                                        | 99                                        |
| Позиција:                                 | 10                                        | 12                                        | 12                                        | 6                                         | 2                                         | 6                                         | 10                                        | 17                                        |

#### Куп Мађарске у фудбалу
- 3 финала – 1995/96, 1995/96, 1995/96

## Промена имена
Као и многи други мађарско фудбалски клубови ФК Будимпешта ВШК је имао великии број промена имена у својој дугој историји. Листа имена којима се БВШК служио:
- 1911 Budapesti VSC
- 1914
- 1946
- 1954  (после спајања Budapesti Elöre са Budapesti Postás SE)
- 1956  (после одвајања Budapesti Elöre од Budapesti Postás SE)
- 1990
- 1992
- 1993
- 1997
- 1998

## Познати играчи
- Пал Дардаи[3]
- Михаљ Лантош
- Золтан Вег